# CGI:IRC
CGI:IRC est un programme en Perl/CGI qui permet l'accès à IRC depuis un navigateur Web. Son design est flexible, et les usages sont divers : passerelle IRC pour un réseau IRC, salon de discussion pour site perso, accès à IRC quand on se trouve derrière un pare-feu restrictif…
CGI:IRC fonctionne dans la plupart des navigateurs. Cependant, un navigateur récent est recommandé (d'anciennes versions fonctionneraient en mode simplifié, et parfois plus lent).

## Caractéristiques principales
- Interface avec onglets, similaire à la plupart des clients IRC graphiques
- Auto complétion par la touche Tab
- Raccourcis claviers

## Utilisation de CGI:IRC
CGI:IRC est utilisé par de nombreux réseaux IRC pour fournir aux utilisateurs un moyen de tchatter sur leur réseau, depuis leur navigateur web. Dans ce cas, la plupart des fonctions sont désactivées pour raisons de sécurité : par exemple l'utilisateur ne peut pas se connecter à un autre serveur, parfois les salons que l'on peut joindre sont prédéfinis… La nature de CGI:IRC ne permet pas l'utilisation des DCC par les utilisateurs.
Certains serveurs IRC affichent le vrai nom d'hôte du client qui se connecte, d'autres ne montrent que le nom d'hôte du proxy CGI:IRC. Cependant, cela n'apporte pas beaucoup en matière de sécurité, car l'adresse IP de l'utilisateur est encodée en hexadécimal, et parfois incluse dans l'ident et/ou le real name. Un script Perl permettant de décoder l'IP est fourni avec CGI:IRC. En fonction de la configuration, la véritable adresse IP de l'utilisateur peut être retournée, en réponse à une requête CTCP USERINFO par exemple.

## Abus
Malheureusement, comme tout proxy, les installations de CGI:IRC qui ne présentent pas de restrictions peuvent être victimes d'abus. Les abus usuels consistent à créer de nombreux clones, qui sont ensuite utilisés pour flooder un réseau IRC ou un utilisateur en particulier. En réponse à cela, de nombreux réseaux ont décidé de bannir les clients CGI:IRC, à l'exception de ceux utilisant leur éventuel proxy CGI:IRC.

## Liens
- Site officiel de CGI:IRC